# Sandoval de la Reina
Sandoval de la Reina est une localité espagnole de Castille et Léon, dans la province de Burgos, la comarque Odra-Pisuerga, et la municipalité de Villadiego.
Située à 35 kilomètres au nord-ouest de Burgos, elle compte 70 habitants (2006). Elle donne son nom à la maison de Sandoval, à laquelle appartient le duc de Lerme.